# Piramida Dżedkare

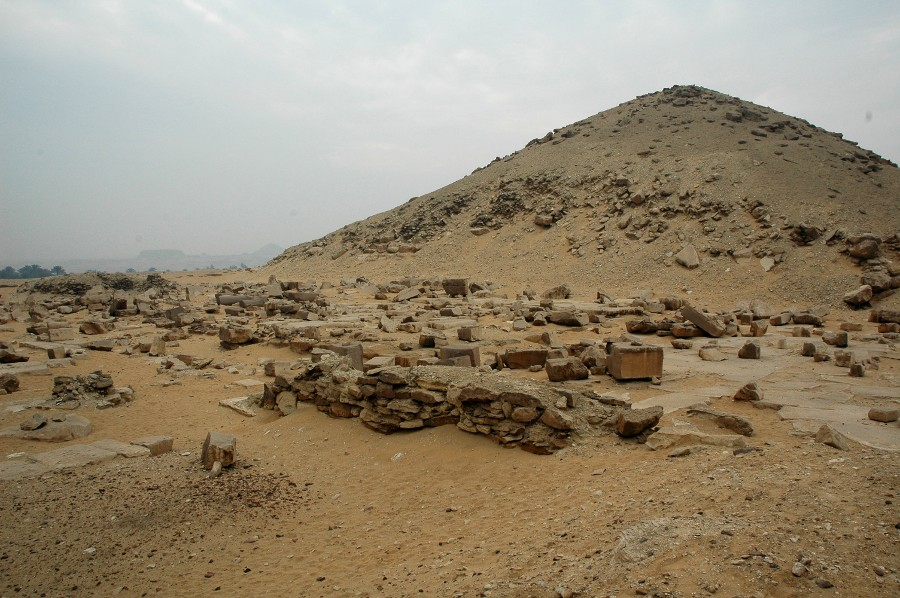
Piramida Dżedkare (2011)

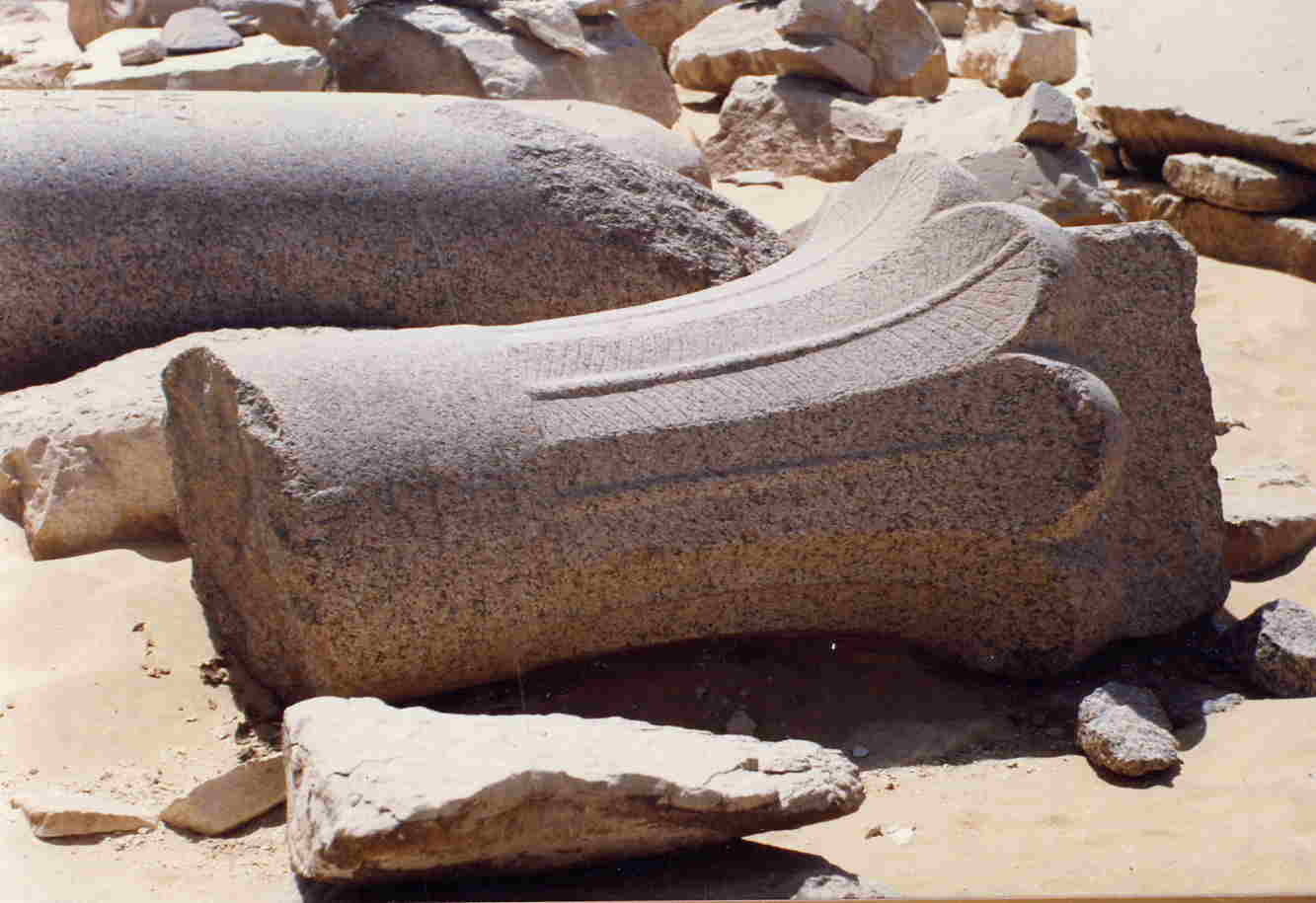
Leżące fragmenty kolumn ze świątyni grobowej Dżedkare

Piramida Dżedkare – piramida zbudowana przez Dżedkare, władcę starożytnego Egiptu z V dynastii, na nekropolii w Sakkarze. Jej arabska nazwa brzmi „Haram esz-Szuaf” czyli „Piramida Strażnika”.

## Położenie i wymiary
Piramida ta położona jest w południowej części nekropoli, na skalistym zboczu koło współczesnej wioski Sakkara. Pierwotnie jej wysokość wynosiła 52 m, kąt nachylenia – 52°, a długość boku – 78,5 do 80 m (według różnych źródeł). Obecnie jej wysokość wynosi jedynie 24 m.

## Budowa
Rdzeń piramidy został zbudowany z 6 warstw nieregularnych, małych bloków wapiennych, z których zachowały się jedynie resztki dolnych warstw.  Wejście do piramidy znajduje się od północnej strony na poziomie gruntu. Przy wejściu stała niegdyś mała kaplica wejściowa. Od wejścia prowadzi obniżający się chodnik ze specjalną komorą i urządzeniem ze spadającymi kamieniami. Chodnik prowadzi do przedsionka i komory grobowej o dwuspadowym stropie. Ciało władcy spoczywało w komorze grobowej w bazaltowym sarkofagu, którego resztki odnaleziono podczas prac wykopaliskowych. Odnaleziono też resztki mumii władcy. Przed frontem sarkofagu znajduje się niewielki, prostokątny szyb przeznaczony na wazy kanopskie. Po pogrzebie wejście do niego zostało zasłonięte jedną z płyt posadzkowych. Część nadziemna piramidy jest obecnie całkowicie zrujnowana.

## Kompleks grobowy
Na wschód od piramidy znajduje się świątynia grobowa, niegdyś bogato zdobiona. Od północy i południa otaczają ją cztery dziedzińce, przy czym od strony północnej znajduje się ubojnia zwierząt ofiarnych, a na południe od głównej piramidy stoi mała piramida kultowa.

## Historia odkryć
Piramida była znana już w XIX w., jako pierwszy eksplorował ją Gaston Maspero w 1880 r., dokładnie zbadana została jednak w 1945 r. przez pracowników Egipskiej Służby Starożytności, ale wyniki ich prac nie zostały nigdy opublikowane z powodu śmierci  archeologów, którzy kierowali wykopaliskami.